# John E. Teeple
John Edgar Teeple (4 de enero de 1874 - 23 de marzo de 1931) fue un ingeniero químico estadounidense que se desempeñó como presidente del Club de Químicos de 1921 a 1922 y que recibió la Medalla Perkin en 1927, por sus trabajos sobre la potasa cáustica durante la Primera Guerra Mundial.
También fue un investigador que contribuyó con sus trabajos de epigrafía y astronomía al entendimiento de las culturas precolombinas mesoamericana, durante la primera mitad del siglo XX. Con sus trabajos como epigrafista destacó por haber descifrado la naturaleza y el significado de un conjunto de jeroglíficos mayas conocidos como la Serie suplementaria, demostrando que estaban referidos a la posición de un determinado día en el ciclo lunar mesoamericano.
Su orientación a las matemáticas hizo que un amigo suyo, arqueólogo y mesoamericanista, Sylvanus G. Morley, uno de los mayistas más prestigiados en la primera mitad del siglo XX, lo convenciera de dedicar tiempo y esfuerzo a las cuestiones de la epigrafía. En la época en que ambos vivieron, hacia mediados de la década de 1920, era muy precario el conocimiento arqueológico que se tenía del funcionamiento del calendario maya y del significado de las notaciones astronómicas que en él se contienen. La escritura de los antiguos mayas era en ese entonces un misterio aún no descifrado.